# Трачевский, Александр Семёнович
Александр Семёнович Трачевский (1838—1906) — русский историк, профессор, автор учебников по всем отделам истории — русской, древней, средней и новой.

## Биография
Родился в 1838 году в Ставрополе.
Учился в Ставропольской гимназии и на историко-филологическом факультете Московском университете.
В 1869 году защитил в Москве магистерскую диссертацию «Польское бескоролевье» (М., 1869), а в 1877 году, в Санкт-Петербурге — докторскую диссертацию «Союз князей», которая была отмечена Уваровской премией.
В 1873—1878 гг. был преподавателем Тифлисской гимназии и давал уроки истории детям великого князя Михаила Николаевича.
В 1878—1890 гг. состоял ординарным профессором по кафедре всеобщей истории в Новороссийском университете. В 1879 году им были устроены в Одессе женские курсы для подготовки к высшим женским курсам. Здесь же он заведовал, вместе со своей женой, Юлией Александровной, «Новой школой» — мужской и женскою гимназией, открытой им по собственной программе.
В 1890 году вышел в отставку и был приглашён в Санкт-Петербургский университет. Переехал в Санкт-Петербург, но к чтению лекций так и не приступил. Читал публичные курсы в Музее военно-учебных заведений («Соляной городок»), где вместе с генералом Каховским устроил в 1891 году «Научный отдел» для постоянных профессорских курсов.
Умер в Санкт-Петербурге 25 июля (7 августа) 1906 года. Похоронен на Новом Лахтинском кладбище.